# Premis British Independent Film
Els Premis British Independent Film - British Independent Film Awards - (BIFA) són els premis als films independents britànics. Van ser creats l'any 1998 per Elliot Grove per celebrar els mèrits dels films britànics independents. Són atorgats pel mateix jurat que el del Festival de Raindance.
Les cerimònies tenen lloc tots els anys a fi d'any, després de l'anunci de les nominacions el setembre.

## Categories
- Millor film
- Millor director
- Millor actor
- Millor actriu
- Millor actor secundari
- Millor actriu secundària
- Millor esperança
- Millor guió
- Millor producció
- Millor tècnic
- Millor documental britànic
- Millor curt metratge britànic
- Millor film estranger
- Premi Douglas Hickox
- Premi Raindance
- Premi Richard Harris
- Premi Variety
- Premi especial del Jurat